# Intel P45
El Intel P45 (nombre en código Eaglelake) es un chipset de computadora de escritorio convencional de Intel lanzado en el segundo trimestre de 2008. Fabricado por Intel. Las primeras placas base con el conjunto de chips P45 se mostraron en CeBIT 2008.
El conjunto de chips P45 admite el zócalo LGA 775 de Intel y los procesadores Core 2 Duo y Quad. Es un conjunto de chips de 65 nm, en comparación con los conjuntos de chips de la generación anterior (P35, X38, X48) que eran de 90 nm.

## Características
- Bus frontal (FSB) de 1333/1066/800 MT/s, la mayoría de los fabricantes de placas base afirman admitir hasta 1600 MT/s.
- PCI Express 2.0, 1×16 o 2×8 en configuración CrossFire.
- Memoria DDR2 de dos canales
  - hasta 16 GB de memoria direccionable; oficialmente hasta 800 MHz, la mayoría de los fabricantes de placas base afirman admitir hasta 1200 MHz
- Memoria DDR3 de dos canales
  - hasta 8 GiB de memoria direccionable; oficialmente hasta 1066 MHz, la mayoría de los fabricantes de placas base afirman admitir hasta 1333 MHz
- Puente sur ICH10 / ICH10R
- Admite procesadores de 45 nm.